# Meat Beat Manifesto
Meat Beat Manifesto – projekt muzyczny założony przez Jacka Dangersa i Jonny’ego Stephensa w 1987 roku w Swindon.

## Dyskografia
- 1989 Storm The Studio
- 1990 Armed Audio Warfare
- 1990 99%
- 1992 Satyricon
- 1996 Subliminal Sandwich
- 1998 Actual Sounds + Voices
- 2002 RUOK?
- 2003 Storm The Studio RMXS
- 2004 ...In Dub
- 2005 At The Center
- 2008 Autoimmune